# Manasaputra
Los Manasaputras, 'hijos de la mente', o 'niños de la mente' (en sánscrito: मानसपुत्र, lit. 'mente-hijos'), son una jerarquía de entidades espirituales en la tradición esotérica del hinduismo. Son seres nacidos de la mente de Brahma, que han completado su evolución intelectual en un ciclo cósmico anterior, el cual era análogo a la experiencia humana pero que ocurrió en un sistema de mundos ahora desaparecido.
En ocasiones se ha afirmado que estos hijos de la mente son idénticos a los Prajapatis, los progenitores de todos los seres en cada creación.  Se cree que los Manasaputras crearon al primer hombre, Svayambhuva Manu, y a la primera mujer, Shatarupa, quienes tuvieron cinco hijos, los cuales luego poblaron la tierra. 

## Función en la evolución humana
En el proceso de la evolución humana, los Manasaputras desempeñaron un papel crucial. La forma humana, aunque avanzada, carecía del principio intelectual desarrollado necesario para diferenciarla de los animales. Los Manasaputras proporcionaron la chispa intelectual necesaria para despertar la autoconciencia en estas primeras formas humanas. Este acto se conoce como "la encarnación de los Manasaputras".

## Conexión con la mónada
La mónada humana, que es demasiado avanzada espiritualmente para relacionarse directamente con el reino físico, necesitaba un intermediario para activar sus capacidades intelectuales dentro de la forma humana. Los Manasaputras sirvieron como este intermediario, permitiendo que la mónada expresara su potencial intelectual a través de la mente humana.

### Importancia evolutiva
La participación de los Manasaputras es esencial para la progresión del alma humana, guiándola desde un estado de potencial latente al desarrollo intelectual y espiritual activo.

## Distintos nombres de los Manasaputras
Según el Vishnu Purana, los nueve Manasaputras de Brahma son: Bhrigu, Pulastya, Pulaha, Kratu, Angiras, Marichi, Daksha, Atri y Vashistha . A estos sabios se les conoce como los Brahmarshis .  
Según el Bhagavata Purana, algunos de los Manasaputras son: Angiras, Atri, Pulastya, Marichi, Pulaha, Jambavan, Bhrigu, Vashistha, Daksha, Narada, Chitragupta, los Cuatro Kumaras, Himavat y Shatarupa . 